# Шњеготина Горња
Шњеготина Горња је насељено мјесто у општини Теслић, Република Српска, БиХ. Према попису становништва из 2013. у насељу је живјело 545 становника, 33 км сјеверозападно од општинског центра, на 260–557 м н. в. Кроз село води 10 км регионалног пута Теслић–Клупе–Шњеготина–Челинац–Бањалука (дијелом асфалтиран). У селу разбијеног типа засеоци су Шајиновићи, Мишкићи, Лукавац, Бјелобор, Продићи, Летићи, Лађевачка ријека, Антешевићи, Живковићи, Кошћук, Батиново брдо и Брежине, док је у Лукавачком пољу, котлинском проширењу у долини Лукавца, смјештено средиште села (Центар).
Атар брдско-планинског села захвата површину од око 30-ак км² и већим дијелом га испуњава Велики Офтек (557 м н. в.). Бројни су водотоци, а највећи је рјечица Лукавац, притока Велике Укрине (Укрње). Велико богатство краја су шуме: предњаче букове и храстове, а има и борових и смрчиних шума.

## Историја
Оскудни су подаци о Шњеготини прије XVI вијека. Била је између српских манастира Липље и Ступље, који се у историјским изворима помињу крајем XV вијека. Порушени су у Бечком рату, поткрај XVII вијека. Манастирску цркву у Липљу, Шњеготинци и Липљаци су обновили у XIV вијеку.
Почетком XVI вијека овај, у пограничним борбама Турака и Угара опустошени, крај пао је под турску власт. Нова власт је подстицала досељавање влаха (српских сточара) поријеклом из Херцеговине. Према катастарском попису из 1570. године власу у „Сњеготини“ су, поред влаха у Чечави и Брићу и Бело-Бучју, припадали кнежини са средиштем у Трепчу, селу код Тешња. Број влаха и њихов унутрашњи живот је јачао, па је „Сњеготина“ ускоро издвојена у засебну кнежину. У вријеме аустроугарске управе, започета је интензивна експлоатација шњеготинских шума. Тршћанска фирма Морпурго и Паренте је 1890-их година за потребе извоза храстовине изградила пругу на гравитациони погон (котурача) Клупе–Батиново брдо (рјечица Лукавац). Средином 1913. године аустроугарске власти су уговорном шумском подручју Босанском а. д. за прераду дрвета (данас Хемијска индустрија Дестилација а. д.) из Теслића прикључиле шумско подручје Шњеготина–Бистрица. Пруга је продужена долином Лукавца до Зеленике. Пруга је демонтирана 1927. године, а 1933. године на њеној траси је започета градња колског пута. Од 1927. до 1934. Шњеготина је била засебна општина, а становништво њених саставних дијелова 1931. године није засебно пописано. Недостатак финансија и спремног чиновништва утицали су на одлуку власти да се Шњеготина 1934. припоји теслићкој општини.
Сељаци су у Шњеготини сами направили цркву, пре 1938.

## Становништво
| Демографија | Демографија | Демографија |
| Година      | Становника  | Становника  |
| ----------- | ----------- | ----------- |
| 1961.       | 1.186       |             |
| 1971.       | 1.131       |             |
| 1981.       | 1.108       |             |
| 1991.       | 904         |             |
| 2013.       | 545         |             |

## Познате личности
- Ранко Павловић, српски књижевник
- Василије Шајиновић, српски књижевник